# Portret van Napoleon III

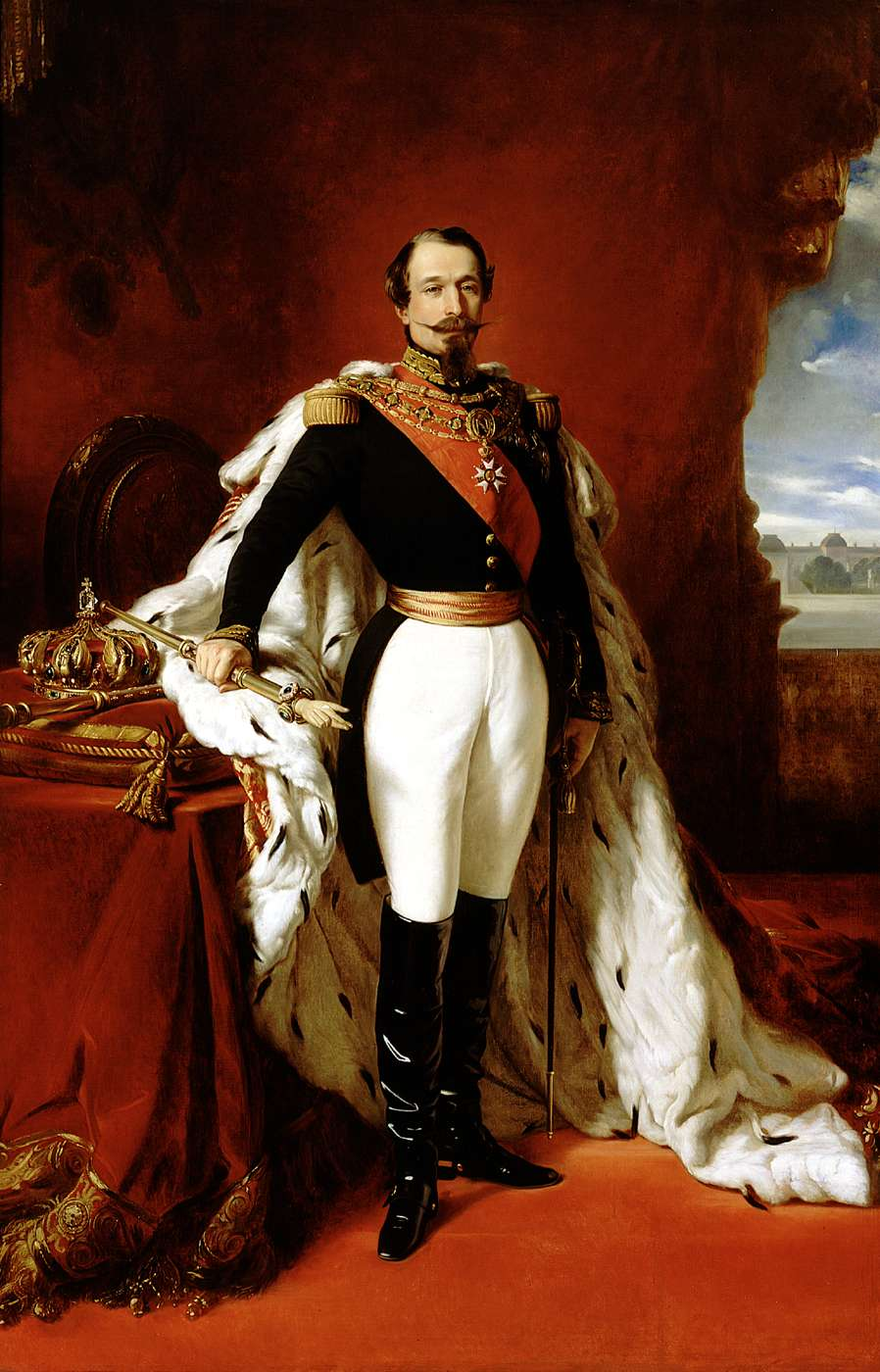
Het portret van Napoleon III.

Het portret van Napoleon III is een schilderij van de Duitse portretschilder Franz Xaver Winterhalter. Het is een staatsieportret van de Franse keizer Napoleon III, die regeerde als keizer van het Tweede Franse Keizerrijk van 1852 tot 1870.
Het werk is vervaardigd met olieverf op doek, is 240 cm hoog en 155 cm breed. Napoleon III draagt het uniform van luitenant-generaal of generaal, met daarover een koningsmantel. In werkelijkheid bestond deze koningsmantel echter niet. In zijn rechterhand houdt hij een scepter (main de Licorne), met links naast hem op tafel andere regalia. Zijn linkerhand rust op zijn sabel, de bekende Joyeuse. Hij draagt de versierselen van de grootmeester van het Legioen van Eer, met name de keten en het rode grootlint. Op de achtergrond ziet men rechts het Tuilerieënpaleis, de residentie van de keizer.
Tussen 1855 en 1870 werden er 540 versies van dit portret vervaardigd door diverse schilders om officiële gebouwen mee op te luisteren. Het originele portret werd aan het publiek voorgesteld tijdens het Salon van de Wereldtentoonstelling van 1855 in Parijs en hing nadien in het Tuilerieënpaleis, eveneens in Parijs. Bij de brand in dit paleis ten tijde van de Parijse Commune op 23 mei 1871 is het originele werk verloren gegaan.
Franz Xaver Winterhalter was een gegeerd portretschilder aan de Europese hoven. Hij maakte bijvoorbeeld ook portretten van onder andere koning Leopold I van België en koningin Louise Marie van België.